# 阿拉巴姆 (阿肯色州)
阿拉巴姆（英語：Alabam）是位於美國阿肯色州麥迪遜縣的一個非建制地區。該地的面積和人口皆未知。

## 地理
阿拉巴姆的座標為36°09′09″N 93°40′53″W / 36.15250°N 93.68139°W，而該地的平均海拔高度為463米（即1519英尺）。